# Svetovni pokal v smučarskih poletih 2001
Svetovni pokal v smučarskih poletih 2001 je bila enajsta uradna sezona svetovnega pokala v smučarskih poletih nagrajena z malim globusom kot del iste sezone svetovnega pokala v smučarskih skokih.

## Koledar

### Moški
| Št. | Sezona | Datum           | Kraj       | Letalnica                         | Vel. | Zmagovalec        | Drugi                | Tretji             | Rumena majica  | Ref.  |
| --- | ------ | --------------- | ---------- | --------------------------------- | ---- | ----------------- | -------------------- | ------------------ | -------------- | ----- |
| 47  | 1      | 13. januar 2001 | Harrachov  | Čerťák K185                       | LE   | Adam Małysz       | Martin Schmitt       | Risto Jussilainen  | Adam Małysz    | [ 1 ] |
| 48  | 2      | 14. januar 2001 | Harrachov  | Čerťák K185                       | LE   | Adam Małysz       | Janne Ahonen         | Martin Schmitt     | Adam Małysz    | [ 2 ] |
| 49  | 3      | 3. marec 2001   | Oberstdorf | Heini-Klopfer-Skiflugschanze K185 | LE   | Risto Jussilainen | Veli-Matti Lindström | Matti Hautamäki    | Adam Małysz    | [ 3 ] |
| 50  | 4      | 4. marec 2001   | Oberstdorf | Heini-Klopfer-Skiflugschanze K185 | LE   | Martin Schmitt    | Adam Małysz          | Risto Jussilainen  | Adam Małysz    | [ 4 ] |
| 51  | 5      | 18. marec 2001  | Planica    | Velikanka bratov Gorišek K185     | LE   | Martin Schmitt    | Risto Jussilainen    | Tommy Ingebrigtsen | Martin Schmitt | [ 5 ] |

### Ekipno
| Št. | Sezona | Datum          | Kraj    | Letalnica                     | Vel. | Zmagovalec                                                              | Drugi                                                                            | Tretji                                                                  | Rumena majica | Ref.  |
| --- | ------ | -------------- | ------- | ----------------------------- | ---- | ----------------------------------------------------------------------- | -------------------------------------------------------------------------------- | ----------------------------------------------------------------------- | ------------- | ----- |
| 2   | 2      | 17. marec 2001 | Planica | Velikanka bratov Gorišek K185 | LE   | FinskaJussi Hautamäki Risto Jussilainen Tami Kiuru Veli-Matti Lindström | AvstrijaWolfgang Loitzl · Andreas Goldberger · Martin Koch · Stefan Horngacher · | JaponskaHideharu Miyahira Kazuya Yoshioka Masahiko Harada Noriaki Kasai | Finska        | [ 6 ] |

## Lestvica
| Uvr. | po 5 tekmah              | 13/01/2001 Harrachov | 14/01/2001 Harrachov | 03/03/2001 Oberstdorf | 04/03/2001 Oberstdorf | 18/03/2001 Planica | Skupaj |
| ---- | ------------------------ | -------------------- | -------------------- | --------------------- | --------------------- | ------------------ | ------ |
| 1    | Martin Schmitt           | 80                   | 60                   | 45                    | 100                   | 100                | 385    |
| 2    | Adam Małysz              | 100                  | 100                  | 50                    | 80                    | 50                 | 380    |
| 3    | Risto Jussilainen        | 60                   | 45                   | 100                   | 60                    | 80                 | 345    |
| 4    | Matti Hautamäki          | 40                   | 36                   | 60                    | 50                    |                    | 186    |
| 5    | Tommy Ingebrigtsen       | 32                   | 50                   | 15                    | 12                    | 60                 | 169    |
| 6    | Janne Ahonen             | 45                   | 80                   | 26                    |                       |                    | 151    |
| 7    | Andreas Goldberger       | 14                   | 13                   | 29                    | 45                    | 36                 | 137    |
| 8    | Noriaki Kasai            | 36                   | 24                   | 13                    | 40                    | 13                 | 126    |
| 9    | Sven Hannawald           | 50                   | 40                   | 20                    | 6                     |                    | 116    |
| 10   | Veli-Matti Lindström     |                      |                      | 80                    | 32                    |                    | 112    |
| 11   | Martin Höllwarth         | 26                   | 32                   | 36                    | 9                     |                    | 103    |
| 12   | Stefan Horngacher        |                      |                      | 40                    | 36                    | 26                 | 102    |
| 13   | Tami Kiuru               |                      |                      | 14                    | 29                    | 45                 | 88     |
| 14   | Jani Soininen            | 22                   | 20                   | 24                    | 10                    |                    | 76     |
| 15   | Frank Löffler            | 18                   | 12                   | 12                    | 18                    | 12                 | 72     |
| 16   | Robert Mateja            | 29                   | 29                   |                       |                       | 11                 | 69     |
| 17   | Olav Magne Dønnem        | 24                   | 18                   |                       |                       | 24                 | 66     |
| 18   | Christof Duffner         |                      |                      | 18                    | 15                    | 29                 | 62     |
| 19   | Wolfgang Loitzl          |                      |                      | 22                    | 22                    | 16                 | 60     |
| 20   | Igor Medved              | 15                   | 16                   |                       |                       | 18                 | 51     |
| 21   | Henning Stensrud         | 15                   | 16                   |                       |                       | 18                 | 49     |
|      | Hideharu Miyahira        |                      |                      | 1                     | 26                    | 22                 | 49     |
| 23   | Roberto Cecon            | 16                   | 22                   | 4                     |                       | 6                  | 48     |
| 24   | Roar Ljøkelsøy           | 20                   | 26                   |                       |                       |                    | 46     |
| 25   | Jussi Hautamäki          |                      |                      | 16                    | 14                    | 15                 | 45     |
| 26   | Kazuhiro Nakamura        | 12                   | 7                    | 3                     | 16                    | 5                  | 43     |
| 27   | Alan Alborn              |                      |                      | 10                    | 24                    | 8                  | 42     |
| 28   | Andreas Widhölzl         |                      |                      | 32                    |                       |                    | 32     |
|      | Martin Koch              |                      |                      |                       |                       | 32                 | 32     |
| 30   | Michael Uhrmann          | 7                    | 14                   |                       | 8                     | 1                  | 30     |
| 31   | Jure Radelj              | 10                   | 9                    | 8                     |                       |                    | 27     |
|      | Georg Späth              |                      |                      | 7                     | 20                    |                    | 27     |
| 33   | Nicolas Dessum           | 1                    | 3                    |                       | 7                     | 15                 | 26     |
| 34   | Jakub Janda              |                      |                      | 2                     | 3                     | 20                 | 25     |
| 35   | Kristian Brenden         | 11                   | 10                   |                       |                       |                    | 21     |
|      | Kazuya Yoshioka          |                      | 15                   | 6                     |                       |                    | 21     |
| 37   | Toni Nieminen            | 14                   | 6                    |                       |                       |                    | 20     |
| 38   | Marco Steinauer          |                      |                      | 9                     |                       | 10                 | 19     |
| 39   | Reinhard Schwarzenberger |                      |                      | 5                     | 13                    |                    | 18     |
| 40   | Kazuyoshi Funaki         | 6                    | 11                   |                       |                       |                    | 17     |
| 41   | Wojciech Skupień         | 9                    | 4                    |                       |                       | 3                  | 16     |
|      | Ville Kantee             |                      |                      | 11                    | 5                     |                    | 16     |
| 43   | Alexander Herr           |                      | 2                    |                       | 4                     | 9                  | 15     |
| 44   | Jakub Hlava              | 5                    | 8                    |                       |                       |                    | 13     |
| 45   | Jaroslav Sakala          | 8                    | 1                    |                       |                       |                    | 9      |
|      | Roland Audenrieth        | 4                    | 5                    |                       |                       |                    | 9      |
| 47   | Hansjörg Jäkle           |                      |                      |                       |                       | 7                  | 7      |
| 48   | Anders Bardal            |                      |                      |                       | 2                     | 4                  | 6      |
| 49   | Łukasz Kruczek           | 3                    |                      |                       |                       |                    | 3      |
| 50   | Håvard Lie               | 2                    |                      |                       |                       |                    | 2      |
|      | Masahiko Harada          |                      |                      |                       |                       | 2                  | 2      |
| 52   | Yuta Watase              |                      |                      |                       | 1                     |                    | 1      |

| Uvr. | po 6 tekmah             | Točke |
| ---- | ----------------------- | ----- |
| 1    | Finska                  | 1439  |
| 2    | Nemčija                 | 873   |
| 3    | Avstrija                | 834   |
| 4    | Poljska                 | 668   |
| 5    | Norveška                | 609   |
| 6    | Japonska                | 559   |
| 7    | Češka                   | 147   |
| 8    | Slovenija               | 138   |
| 9    | Italija                 | 48    |
| 10   | Združene države Amerike | 42    |
| 11   | Francija                | 26    |
| 12   | Švica                   | 19    |